# Merimbula
Merimbula är en ort i Australien. Den ligger i kommunen Bega Valley och delstaten New South Wales, i den sydöstra delen av landet, omkring 360 kilometer söder om delstatshuvudstaden Sydney. Antalet invånare är 6 367.
Merimbula är det största samhället i trakten. Genomsnittlig årsnederbörd är 1 127 millimeter. Den regnigaste månaden är juni, med i genomsnitt 166 mm nederbörd, och den torraste är juli, med 11 mm nederbörd.